# NATO Tanácsadó, Vezetési és Irányítási Ügynökség
A NATO Tanácsadó, Vezetési és Irányítási Ügynökség - angolul NATO Consultation, Command and Control Agency, rövidítve  (NC3A) – 1996. július 1-jén alakult a SHAPE Technikai Központ – angolul SHAPE Technical Centre (STC) – (Hága, Hollandia) és a Brüsszelben (Belgium) települt NATO Híradástechnikai és Információ Rendszerek Ügynökség – angolul NATO Communications and Information Systems Agency (NACISA) – összevonásával. Az NC3A a NATO Tanácsadó, Vezetési és Irányítási Szervezet – angolul NATO Consultation, Command and Control Organization (NC3O) – végrehajtó, megrendelők által finanszírozott ügynöksége. Beszámolni a NATO Tanácsadó, Vezetési és Irányítási Tanácsnak – angolul NATO Consultation, Command and Control Board (NC3B) – köteles.

## Feladata
Az ügynökség számára a széles körű feladatokat az alapító okirat határozza meg. Ezek:
- A NATO vezetési, irányítási és híradástechnikai rendszerek, felszerelések központosított tervezése, rendszerek integrációja, tervezése, rendszertervezése, technikai támogatása, konfiguráció kezelése
- A stratégiai parancsnokságok tudományos és technikai támogatása
- Technikai támogatás és tanácsadás a műveletek tudományos kutatása, a felderítés, a légi vezetés és irányítás, a hadszíntéri rakétavédelem, az elektronikai harc, a légi korai előrejelzés és irányítás, a híradástechnikai és informatikai rendszerekhez
- A NATO katonai szervezeteinek azonnali támogatás nyújtása katonai műveletek esetén
- A NATO C3 Tanács és annak alárendelt szervezetei számára szabványosítási és technikai irányelvek kidolgozása.

Az ügynökség újabban inkább a nemzeti fejlesztések összehangolásában, mint a nemzetek versenyeztetésben érdekelt. Jelenleg fő feladatának tekinti a különböző informatikai, híradástechnikai rendszerek nemzetek közötti interoperabilitásának biztosítását, a (köz)beszerzések ilyen irányú befolyásolását.

## Az ügynökség helye
Az ügynökség helye a NATO Tanácsadó, Vezetési és Irányítási Szervezetében az ábrán látható.

## Felépítése
Az ügynökség szervezeti kialakítása a kiegyensúlyozott mátrix modellt követi. Az ügynökség felépítése négy szegmensre épül:
- A Megrendelő Kötelezettség Szegmens (Sponsor Account Segment) kapcsolódási felület a megrendelők felé, ahol a megrendelők által megadott feladatok nyilvántartása, kidolgozása történik. Az ügynökség ezeken a csatolási pontokon keresztül érhető el. A megrendelők lehetnek:
  - A Szövetséges Transzformációs Parancsnokság (Allied Command Transformation - ACT)
  - A Szövetséges Műveletek Parancsnokság (Allied Command Operations - ACO)
  - A NATO hálózat-kapcsolt képességek megvalósítási programjai
  - A NATO és partner országok, valamint a NATO szervezetei, más ügynökségei
  - A NATO  Tanácsadó, Vezetési és Irányítási Tanács
  - Az Aktív Lépcsőzött Hadszíntéri Ballisztikus Rakéta Védelem Programiroda (Active Layered Theatre Ballistic Missile Defence Program Office - ALTBMD PO)
- A Termék Szegmens (Production Segment), ahol a projektek végrehajtása történik. A szegmens a Termékigazgató irányítása alatt dolgozó kilenc Képesség Terület Csoportból (Capability Area Team - CAT) áll. Ezek az alábbiak:
  - CAT1 Képességtervezés és felépítés
  - CAT2 Interoperabilitás
  - CAT3 Gyakorlatok és kiképzés
  - CAT4 Műveletek tervezése és végrehajtása
  - CAT5 Hírszerzés és felderítés
  - CAT6 Integráció támogatás és értéknövelő szolgáltatások
  - CAT7 Vállalati mag szolgáltatások
  - CAT8 Információ biztonság és szolgáltatás ellenőrzés
  - CAT9 Hálózati Információs Infrastruktúra (Network Information Infrastructure - NII) híradástechnikai infrastrukturális szolgáltatások

Az ügynökség hagyományosan erős a prototípusos fejlesztésben, jelenlegi célja a spirális fejlesztési modell követése.
- A Mag Szegmens (Core Segment), amely az ügynökség belső struktúrájának , a technikai és felépítési megoldások, a beszerzések megfelelő és koherens működéséért felelős. A szegmens a Műveleti Főnökből (Chief Operating Officer - COO), a Technológiai Főnökből (Chief Technology Officer - CTO) és a Beszerzési Igazgatóból (Director of Acquisition - DACQ) áll.
- A Megosztott Erőforrások Szegmens (Shared Resources Segment) felelős az ügynökség teljes erőforrás gazdálkodásáért, melybe beletartoznak az épület karbantartási munkák, a humán erőforrás gazdálkodás, a raktárak, a pénzügyi biztosítás és az információtechnológiai szolgáltatások.

## Az ügynökség alkalmazottai
Az ügynökségnek kb. 800 alkalmazottja van. A létszámból kb. 500 Hágában, 300 pedig Brüsszelben dolgozik. A hágai alkalmazottak általában a tudományos kutatásért, fejlesztésekért és a kísérletekért felelnek; míg a brüsszeli alkalmazottak a technikai projektkezeléseket, valamint beszerzési támogatást biztosítják a NATO beszerzési programjaihoz.
Georges D'hollander vezérigazgató és Mr. Kevin Scheid (USA, 2009. október 1.) vezérigazgató helyettes felváltva használja hágai és brüsszeli irodáját. Az alkalmazottakat közvetlenül pályázatok útján a NATO tagországok jelentkezőiből választják ki, többségüknek mester, vagy magasabb végzettsége/tudományos fokozata van. Az ügynökség munkanyelve az angol.
Az NC3A alkalmazottai között - mindkét városban - több magyar is található.